# Calcionomica
Calcionomica è un saggio del giornalista e scrittore Simon Kuper e dell'economista Stefan Szymanski. Pubblicato in lingua inglese nel 2009, la prima edizione italiana è del 2010 a opera di Isbn Edizioni.
In questo testo gli autori mescolano la passione per il calcio con quella per i numeri: utilizzando statistiche, dati storici, geografici ed economici, Kuper e Szymanski cercano di sfatare alcuni luoghi comuni del mondo del calcio.

## Capitoli
- Parte I - Le Squadre
  - Gli uomini preferiscono le bionde: come evitare errori ridicoli negli acquisti dei calciatori
  - Il peggior affare del mondo: perché le società di calcio non fanno soldi e non dovrebbero farne
  - Candidarsi è solo tempo perso: il calcio discrimina la gente di colore?
  - La fobia dell'economista per i calci di rigore: i tiri dal dischetto sono ingiusti con tutti o solo con chi si chiama Nicolas Anelka?
  - L'edicola nei sobborghi: dimensioni delle città e costi del calcio

- Parte II - I Tifosi
  - Sleali e poco equilibrate: Milan, Juve e Inter sono davvero un problema?
  - Il paese che ama di più il calcio
  - Appunti di un tifoso suicida: la gente si butta dalla finestra quando la propria squadra perde?
  - Felicità: perché ospitare un Mondiale è una bella cosa

- Parte III - Le Nazioni
  - Perché la Spagna finalmente ce l'ha fatta
  - Perché l'Inghilterra perde
  - La maledizione della povertà: perché le nazioni povere sono povere anche nello sport
  - Pollicino: la migliore tra le piccole nazioni del calcio
  - Dal cuore alla periferia: la futura mappa del calcio globale

## Edizioni
- Simon Kuper e Stefan Szymanski, Calcionomica, traduzione di Massimiliano Galli, Isbn, 2010,  p. 346, ISBN 978-88-7638-176-8.